# 紀州レンジャーズの選手一覧
紀州レンジャーズの選手一覧（きしゅうレンジャーズのせんしゅいちらん）は、関西独立リーグ (初代)の紀州レンジャーズに所属していた主な選手の一覧である。なお、関西独立リーグ加盟前の監督・選手はここには記載しない。

## 選手
- 井上紘一  - 元：広島東洋カープ、コーチ兼任
- 嶋田好高
- 末永仁志  - 元：千葉ロッテマリーンズ
- 橋本直樹  - 元：マイナーリーガー
- 許雄 - 元:現代ユニコーンズ
- 増田里絵  - 関西独立リーグ2人目の女性選手
- 山林芳則  - 元:アトランタ・ブレーブス傘下マイナー

## 歴代監督
- 藤田平（2009年）
- 石井毅（2010年 - 2013年）